# Tralee
Tralee (irisch Trá Lí. „Strand des (Flusses) Lí“) ist die Hauptstadt des Countys Kerry im Südwesten der Republik Irland.

## Geschichte
Tralee liegt am Zusammenfluss einiger kleiner Flüsse und grenzt an das sumpfige Gelände an der Spitze der Bucht von Tralee. Die Stadt befindet sich am Fuß einer alten Straße, die über die Slieve Mish Mountains nach Süden führt. Auf diesem alten Weg befindet sich ein großer Felsblock, der manchmal Scotia’s Grave genannt wird und angeblich die Grabstätte der Tochter eines ägyptischen Pharaos ist.
Anglo-Normannen gründeten die Stadt im 13. Jahrhundert, die zu einer Hochburg der Earls of Desmond wurde, die Tralee Castle erbauten. John Fitz-Thomas FitzGerald gründete das Kloster des Dominikanerordens und wurde 1260 dort begraben. Die mittelalterliche Stadt wurde 1580 als Vergeltung für die Desmond-Rebellionen gegen Elisabeth I. niedergebrannt.
Elisabeth I. übertrug Tralee 1587 an Edward Denny, und 1613 wurde es durch eine königliche Charta anerkannt. Sir Edward war der erste der Dennys, der sich in Tralee niederließ. Die Dennys besetzten das Schloss der Earls of Desmond nicht vor 1627, sondern lebten stattdessen in Carrignafeela Castle. Sir Edwards Sohn war Arthur Denny, zu dessen Lebzeiten die Stadtrechte von König James verliehen wurden, die das Recht beinhalteten, zwei Parlamentsmitglieder zu wählen. Der dritte englische Siedler, ein weiterer Sir Edward (1605–1646), heiratete Ruth Roper, deren Vater Thomas Roper,  1st Viscount of Baltinglass, der Pächter des Herbert-Anwesens mit dem Zentrum von Castleisland war. Dieser Sir Edward war ein Royalist. Er kämpfte für den König während der irischen Rebellion. Er starb 1646, noch vor dem Triumph Oliver Cromwells in Irland.
Tralee war während des irischen Unabhängigkeitskriegs und des irischen Bürgerkriegs von 1919 bis 1923 Schauplatz zahlreicher Gewalttaten. Im November 1920 belagerten die Black and Tans Tralee aus Rache für die Entführung und Ermordung von zwei Männern der Royal Irish Constabulary (RIC) durch die Irish Republican Army (IRA). Die Tans schlossen alle Geschäfte in der Stadt und ließen eine Woche lang keine Lebensmittel herein. Sie brannten mehrere Häuser und alle Geschäfte nieder, die mit IRA-Aktivisten in Verbindung standen. Im Laufe der Woche erschossen sie drei Einheimische. Die Ereignisse lösten einen großen internationalen Aufschrei aus, da die Presse berichtete, dass in Tralee am Ende der Woche fast eine Hungersnot herrschte.
Im August 1922, während des irischen Bürgerkriegs, landeten die Truppen des irischen Freistaats im nahe gelegenen Fenit und nahmen Tralee  ein. Neun Soldaten der IRA und drei der Republikaner wurden bei den Kämpfen in der Stadt getötet, bevor sich die Truppen der Vertragsgegner zurückzogen. Die Republikaner setzten ihre Guerillakampagne in der Umgebung fort. Im März 1923 entführten Truppen des Freistaats neun IRA-Gegner aus dem Gefängnis in Tralee und sprengten sie im nahe gelegenen Ballyseedy mit einer Landmine in die Luft. Nur Stephen Fuller, ein späterer irischer Politiker, überlebte die Explosion.
Die Ashe Memorial Hall wurde 1928 am Ende der Denny Street erbaut; sie ist dem Andenken an Thomas Ashe gewidmet, einen Offizier der Irish Volunteers im Osteraufstand von 1916. Das Gebäude ist aus lokalem Sandstein gebaut. Es beherbergte den Sitz des Kerry County Council und des Tralee Urban District Council; beide sind inzwischen in andere Gebäude umgezogen. Seit 1992 beherbergt es das Kerry County Museum, das eine Rekonstruktion von Tralee aus dem Jahr 1450, also vor der Kolonisierung, zeigt.

## Wirtschaft
In Tralee befindet sich der Hauptsitz der Kerry Group, der Konzern beliefert mit 36 Marken vor allem den irischen und britischen Markt, sowie ein großes Krankenhaus für den größten Teil der Umgebung inklusive der Dingle-Halbinsel.

## Verkehr
Der Bahnhof von Tralee ist der Endpunkt einer Strecke von Dublin. Er ist zugleich der westlichst gelegene Europas.
18 km südöstlich befindet sich der internationale Flughafen Kerry mit einer Busverbindung nach Tralee. Tralee ist an das nationale Busnetz von Bus Éireann angeschlossen.

## Kultur und Sehenswürdigkeiten
Berühmt ist die Stadt insbesondere für das Festival „Rose of Tralee“ und die etwa achtzig Pubs. Ein weiterer Höhepunkt ist das Kerry County Museum in der Ashe Memorial Hall sowie das nationale Folkloretheater Siamsa Tíre.

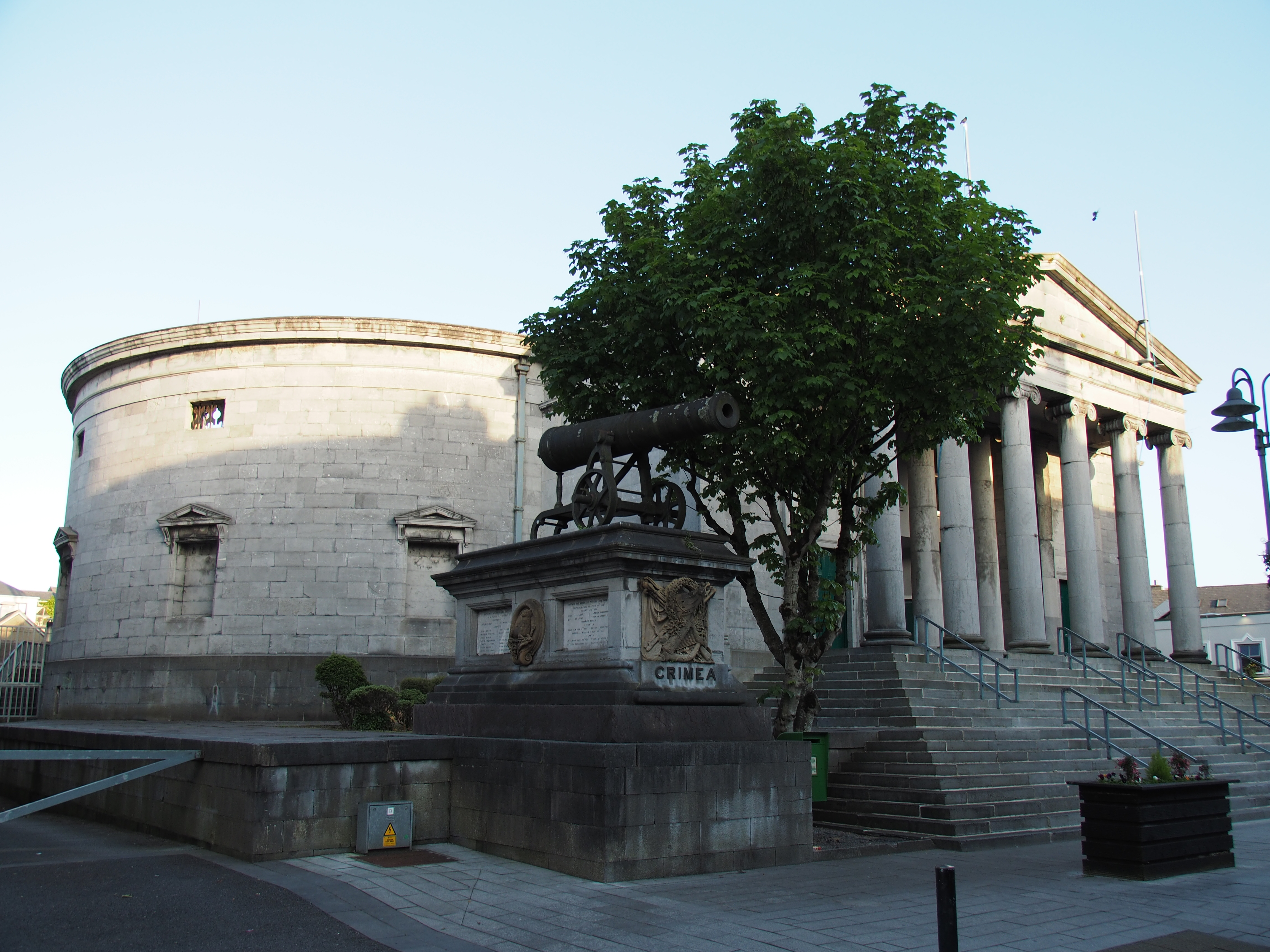
Courthouse (Gericht)
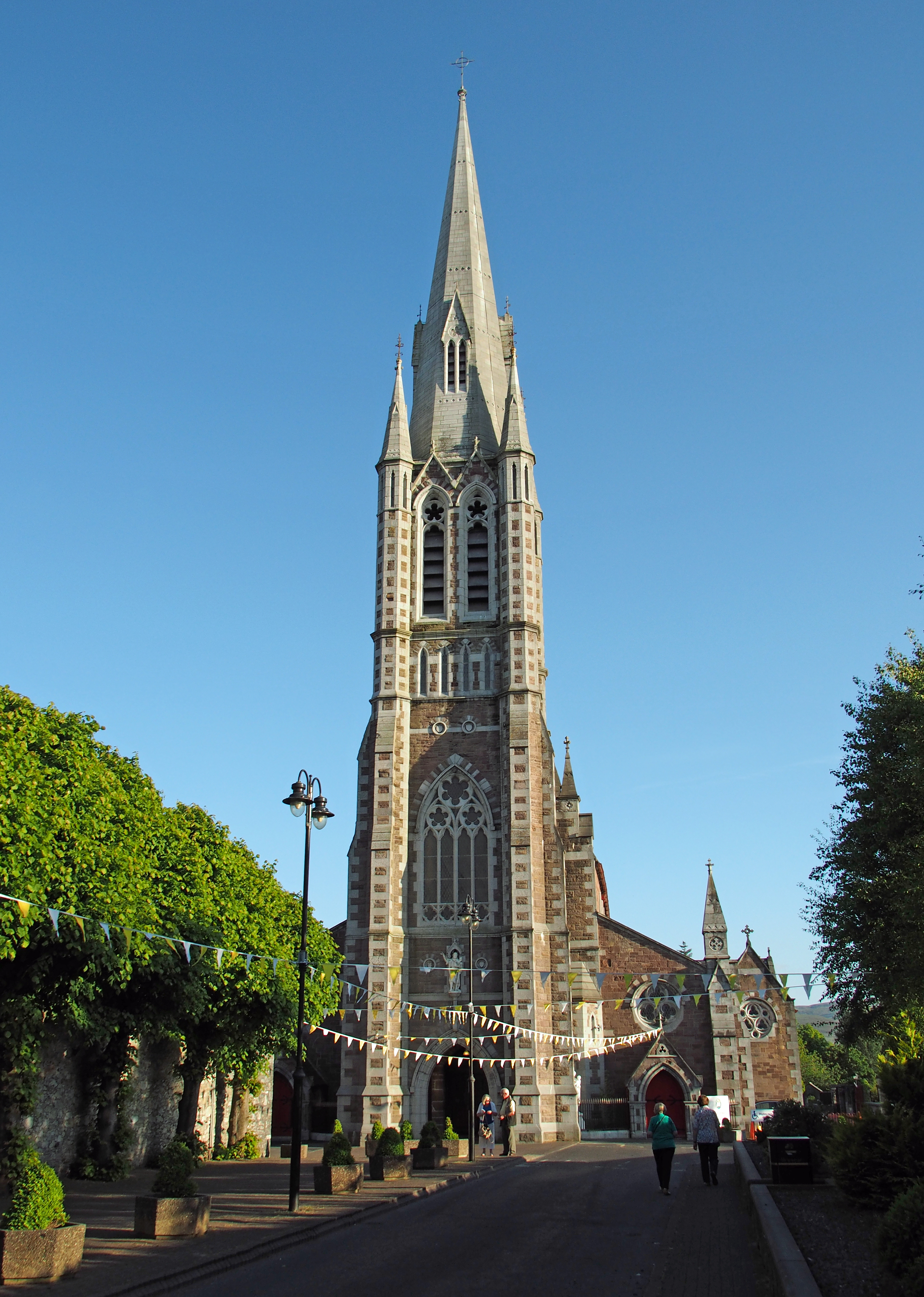
St. Johns Kirche
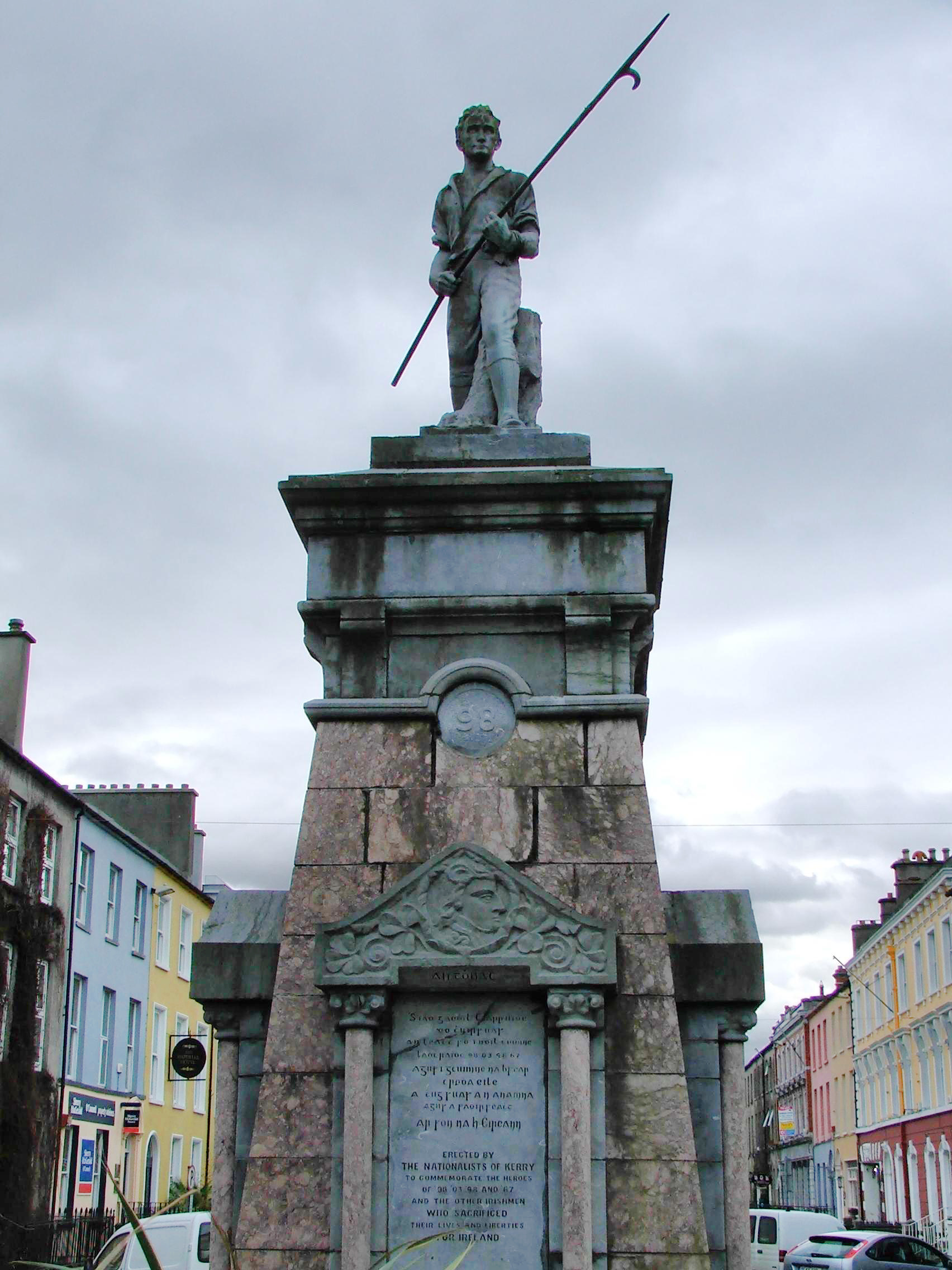
Statue eines Pikeman zum Gedenken an die Rebellion von 1798
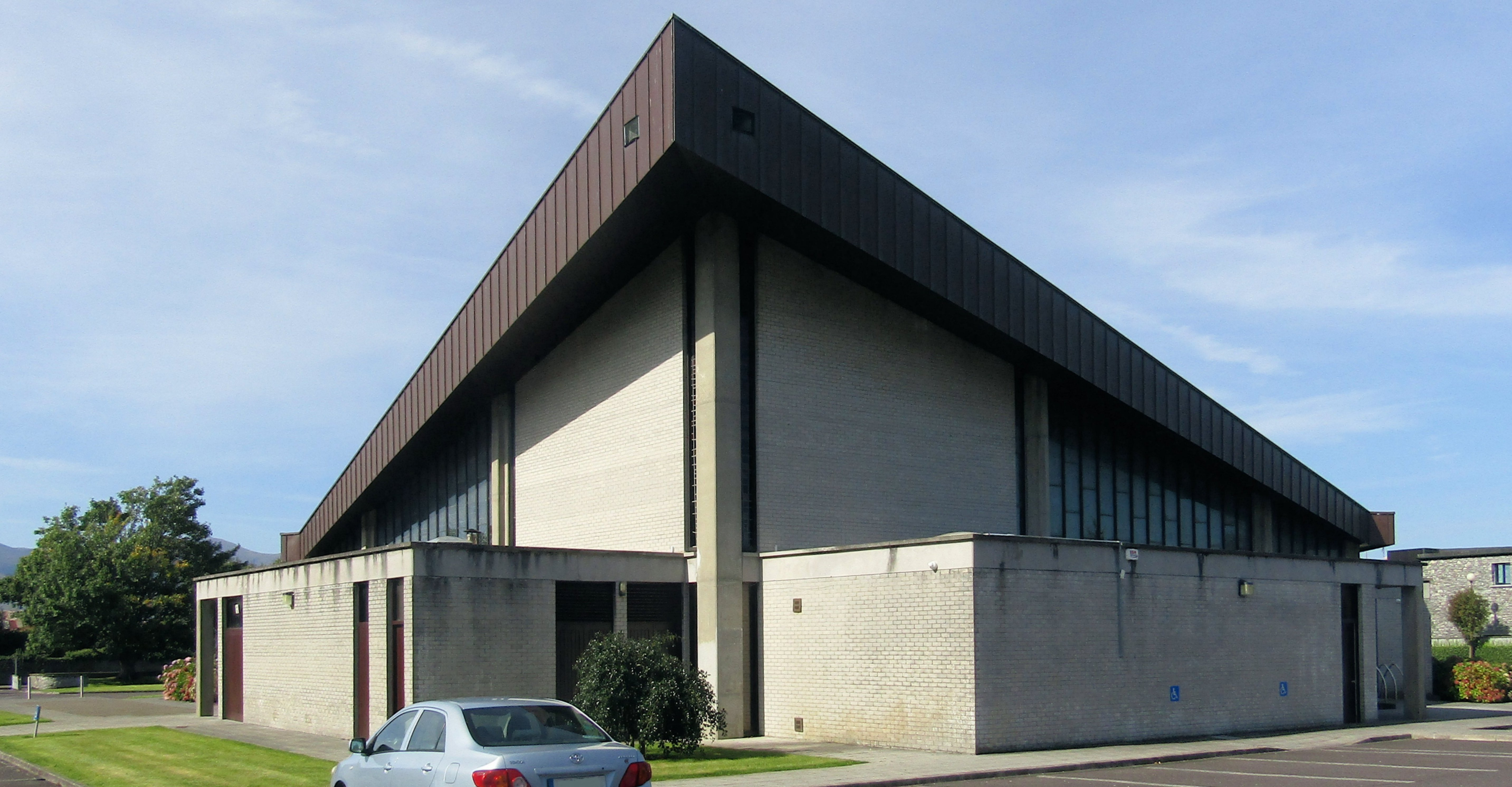
Our Lady and Saint Brendans Kirche
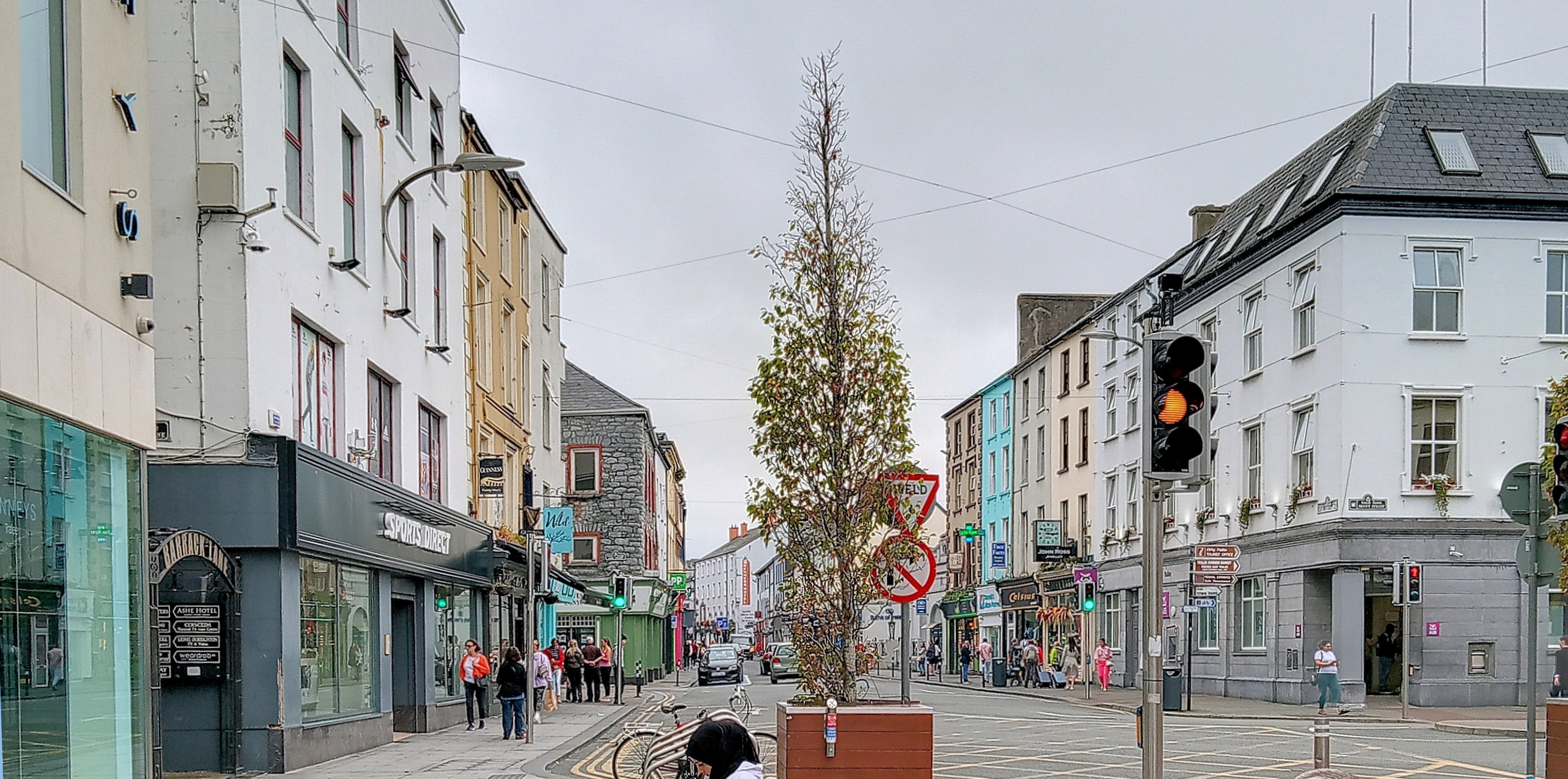
The Mall / Ecke Denny Street

Von Tralee gelangt man zur Dingle-Halbinsel und zum Ring of Kerry mit dem Killarney-Nationalpark.

## Persönlichkeiten
- Austin Stack (1879–1929), Politiker der Sinn Féin und Sportler
- Eamon Kissane (1899–1979), Politiker
- John O’Connor (1899–1955), Politiker
- Daniel Moloney (1909–1963), Politiker
- Dan Spring (1910–1988), Gaelic Football-Spieler, Gewerkschaftsfunktionär und Politiker
- Sean O’Riordan (1916–1998), Redemptorist, Moraltheologe
- Gerard Lynch (* 1931), Politiker
- Denis Foley (1934–2013), Politiker
- Kathleen O’Connor (1934–2017), Politikerin und Lehrerin
- Seán Mac Mathúna (* 1936), Autor
- John Horgan (* 1940), Journalist und Politiker
- Dick Spring (* 1950), Jurist, Sportler, Politiker und Abgeordneter
- William Crean (* 1951), römisch-katholischer Bischof von Cloyne (Irland)
- Paul Gallagher (* 1955), Prozessanwalt und Attorney General of Ireland
- Timothy V. Murphy (* 1960), Schauspieler
- John Brassil (* 1963), Politiker
- Aisling O’Sullivan (* 1968), Schauspielerin
- Pa Daly (* 1969 oder 1970), Politiker
- Norma Foley (* 1970), Politikerin
- Mark Leen (* 1971), Sänger, Songwriter und Schauspieler
- Rea Garvey (* 1973), Sänger, Songwriter und Gitarrist
- Paul Griffin (* 1973), Radrennfahrer
- Arthur Spring (* 1976), Politiker
- Paul Griffin (* 1979), Ruderer und Skilangläufer